# Дмитриевский (Воронежская область)
Дмитриевский — хутор в Нижнедевицком районе Воронежской области.
Входит в состав Острянского сельского поселения.

## Население
| 2010 |
| ---- |
| 297  |

## Улицы
- ул. Ленина,
- ул. Мира,
- ул. Молозиной.